# Jonna Malmgren
Emma Jonna Denise Malmgren (ur. 21 czerwca 1991) – szwedzka zapaśniczka walcząca w stylu wolnym. Olimpijka z Paryża 2024, gdzie zajęła siódme miejsce w kategorii do 53 kg. Zajęła piąte miejsce na mistrzostwach świata w 2022 i 2023 roku. 
Triumfatorka mistrzostw Europy w 2022 i 2023; druga w 2024. 
Mistrzyni igrzysk olimpijskich młodzieży w 2018, a także świata juniorów w 2021. Wygrała MŚ U-23 w 2024. Mistrzyni Europy U-23 w 2023 i 2024. Trzecia na ME juniorów w 2019. Mistrzyni Europy kadetów w 2016 i 2018 roku.
Mistrzyni Szwecji w 2018 i 2020; druga w 2019 roku.